# Opération Morgenwind I
Seconde Guerre mondiale
Batailles
Opérations anti-partisans en Croatie
L'opération Morgenwind I (vent du matin) est une opération menée par les forces allemandes du 6 janvier-15 janvier 1944 destinée à capturer l'île de Brac.

## But de l'opération
L'opération avait pour but la capture de l'île de Brac située au large de la côte de Dalmatie centrale.
| \| île de Brac île de Vis \| |
| île de Brac île de Vis       |

## Forces en présence
Forces de l'Axe
 Reich allemand
- Éléments du Jäger-Regiment. 738 de la 118. Jäger-Division

Résistance
 Partisans
- 26e division NOVJ
- Détachement NOP de Brač-Šolta

## L'opération
L'île a été prise les 12 et 13 janvier 1944. Occupé par quelques partisans, ceux-ci évacuent et se déplacent vers l'île de Vis situé un peu plus loin dans l'Adriatique.

## Bilan
Les pertes ont été minimes pour les deux camps.